# Црква Светог Димитрија у Сиги
Црква Светог Димитрија се налазила у Сиги, насељеном месту на територији општине Пећ, на Косову и Метохији. Припадала је Епархији рашко-призренске Српске православне цркве.

## Историјат
Под самом планином Русолије постојала је врло стара средњовековна црква, са призиданом припратом и зидовима који су местимично били високи и до четири метра. По предању, црква је била старија од манастира Дечана. У старини је нађен примерак стојећег свећњака од кованог гвожђа. На њеним темељима је 1937. године почела градња нове цркве Св. Димитрија, која је прекинута 1941. године. У току Другог светског рата Албанци су делом демолирали цркву.
Завршетак радова и освећење храма је обављено 1977. године. Покрај храма је био извор са, како се верује, лековитом водом. Око цркве налазило се старо српско гробље са великим надгробним плочама и крстовима.

## Основ за упис у регистар споменика културе
Решење Покрајинског завода за заштиту споменика културе у Приштини, бр.250 од 27. марта 1968. године Закон о заштити споменика културе (Сл. гласник СРС бр. 3/66).

## Разарање цркве 1999. године
Храм је потпуно срушен у 1999. године, у јулу месецу, од стране албанаца, након доласка снага италијанског КФОР-а.